# دینامیک پرواز هواپیما
دینامیک پرواز دانش جهت‌گیری و کنترل وسایل نقلیه هوایی در فضای سه بعدی است. سه پارامتر حیاتی دینامیک پرواز، زاویه‌های چرخش محورهای اصلی هواپیما در فضای سه بعدی در اطراف مرکز ثقل وسیله نقلیه است که به نام‌های pitch (چرخش دماغه به بالا یا پایین حول محور بال به بال)، roll (دوران حول محور دماغه تا دم) و yaw (چرخش دماغه به چپ یا راست حول محور بالا و پایین) شناخته می‌شوند. مفهوم محورهای اصلی هواپیما به هواپیماهای بال‌دار منحصر نیست و بلکه بالگردها مانند هلیکوپتر و کشتی هوایی را نیز در بر می‌گیرد که دینامیک پرواز در آن کاملاً متفاوت است.